# Javierrelatre
Javierrelatre (arag. Xabierre-Latre) – miejscowość w Hiszpanii, w Aragonii, w prowincji Huesca, w comarce Alto Gállego, w gminie Caldearenas, 60 km od miasta Huesca.
Według danych INE z 1991 roku miejscowość zamieszkiwało 91 osób. Wysokość bezwzględna miejscowości jest równa 709 metrów.